# Las Uvas
Las Uvas es un corregimiento del distrito de San Carlos en la provincia de Panamá Oeste, República de Panamá. La localidad tiene 1.587 habitantes (2010).